# Distrito electoral local 8 de la Ciudad de México
El VIII Distrito Electoral Local de Ciudad de México es uno de los 33 distritos electorales Locales en los que se encuentra dividido el territorio de Ciudad de México. Su cabecera es la alcaldía Tláhuac.

## Ubicación
Abarca el sector oriente y noroeste de Tláhuac. Limita al norte con el distrito XXIX y al oeste con el distrito XXXI, ambos en Iztapalapa, al sur con el distrito XXV, de la alcaldía Xochimilco y al este y sureste con el distrito VII dentro de Tláhuac.

## Congreso de la Ciudad de México (desde 2018)
| Diputado                         | Grupo parlamentario | Legislatura | Periodo     |
| -------------------------------- | ------------------- | ----------- | ----------- |
| Rigoberto Salgado Vázquez        |                     | I           | 2018 - 2021 |
| Adriana Espinosa de los Monteros | II III              | 2021 -      |             |

## Resultados electorales

### 2021
|  | 44.4590 % |

|  | 33.3121 % |

|  | 2.5306 % |

|  | 2.0706 % |

|  | 3.5791 % |

|  | 1.0441 % |

|  | 0.8970 % |

|  | 5.1645 % |

|  | 0.1410 % |

|  | 3.4553 % |

|  | 100.00 % |

1. ↑  Declinó en favor de Teresa Ramos[3]